# Paul Robert Magocsi
Paul Robert Magocsi (ur. 1945 w New Jersey) – amerykański historyk oraz profesor nauk politycznych, przewodniczący Światowej Rady Rusinów w latach 2005–2009, rusiński działacz narodowy, zwolennik autonomii Zakarpacia.

## Życiorys
Szkołę średnią ukończył w New Jersey, następnie studia kontynuował na Rutgers University, które ukończył w 1966. Pracę doktorską napisał i obronił na Princeton University w 1972. Do 1973 wykładowca na Harvard University oraz członek prestiżowego Harvard Society of Fellows w latach 1973–1976. Od roku 1980 jest wykładowcą historii oraz nauk politycznych na University of Toronto oraz kierownikiem Ukrainian Studies. Od 1996 jest członkiem Royal Society of Canada. Od roku 2005 do 2009 był przewodniczącym Światowej Rady Rusinów. Na X Światowym Kongresie Rusinów w Ruskim Keresturze (Serbia) został członkiem honorowym Światowej Rady Rusinów.
Specjalizuje się w studiach politycznych nad zagadnieniami rusińskimi i ukraińskimi. Jest autorem licznych monografii i prac badawczych nad pochodzeniem narodów zamieszkujących Europę Centralną w obszarze Karpat.
Paul Robert Magocsi jest zwolennikiem istnienia narodu karpatoruskiego – twierdzi, że na terenie obecnej Polski, Słowacji, Ukrainy i Serbii mieszka około 1 200 000 społeczność o proweniencji karpatoruskiej, do której zaliczył Łemków, Bojków i Hucułów, wobec których „nie powiodły się próby ukrainizacji” oraz że ludność ta ma nadal poczucie swojej rusińskiej odrębności narodowej z aspiracjami do stania się czwartym narodem wschodniosłowiańskim, obok Ukraińców, Rosjan i Białorusinów. Pogląd taki w etnologii reprezentuje również prof. Paul Best. W roku 1998 Magosci oraz Iwan Turjanica jako delegaci Światowej Rady Rusinów byli uczestnikami International Conference Inter-Ethnic Relations in Transcarpathian Ukraine (Użhorod, 4–7 września 1998) przy European Centre for Minority Issues (ECMI). Profesor Magocsi był również uczestnikiem i prelegentem na konferencjach naukowych w Krynicy, Przemyślu i Krakowie.
Paul Robert Magocsi jest autorem ponad 450 publikacji i opracowań historycznych, studiów etnicznych i politycznych, lingwistycznych, kartograficznych oraz z dziedziny bibliografii.

## Wybrane publikacje
- Historical Atlas of Central Europe (History of East Central Europe), Vol. 1, Seattle: University of Washington Press 2002.
- Ukraine: An Illustrated History, 2007.
- A History of Ukraine, Toronto-Buffalo-London 1996.
- Rusini Karpaccy, przeł. Helena Duć-Fajfer, Toronto: Carpatho-Rusyn Research Center 1996.
- Galicia: A Multicultured land, Toronto: University of Toronto Press, 2005.
- The Roots of Ukrainian Nationalism: Galicia as Ukraine’s Piedmont, Toronto-London 2002.
- Our People: Carpatho-Rusyns and Their Descendants in North America, 2005.
- Galicia: a Historical Survey and Bibliographic Guide, Toronto: Published in ass. with the Canadian Institute of Ukrainian Studies and the Harvard Ukrainian Research Institute by University of Toronto Press 1983.
- Shaping of a National Identity: Subcarpathian Rus’, 1848-1948, Harvard University Press. ISBN 0-674-80579-8. 1978.
- Carpatho-Rusyn Studies: An Annotated Bibliography (1988. V. 1: Garland Reference Library of the Humanities), Garland Publishing. ISBN 0-8240-1214-3.
- Magocsi, Paul Robert, Ivan Pop (2005), Encyclopedia of Rusyn History and Culture, Toronto: University of Toronto Press. ISBN 0-8020-3566-3.
- https://web.archive.org/web/20080614080046/http://www.carpatho-rusyn.org/cra/chap5.htm Paul Robert Magocsi oraz Carpatho-Rusyn American, Vol. XIX, No. 2. Summer 1996. Historia państwowości karpatoruskiej.

## Publikacje w języku polskim
- Ukraińcy Galicji pod rządami Habsburgów i Sowietów, „Zeszyty Historyczne”, z. 97, 1991, s. 91–100.
- Stworzeni czy przekształceni w Ameryce? Narodowość i procesy świadomościowe wśród imigrantów karpacko-rusińskich i ich potomków w USA, przeł. Andrzej Aleksander Zięba, „Przegląd Polonijny” 18 (1992), z. 3, s. 5–17.
- Adaptacja bez asymialcji: fenomen greckokatolickiej eparchii w Mukaczewie, [w:] Polska – Ukraina. 1000 lat sąsiedztwa, t.4: Katolickie unie kościelne w Europie Środkowej i Wschodniej – idea a rzeczywistość, pod red. Stanisława Stępnia, Przemyśl 1998, s. 233–238.
- O sposobach pisania historii narodów i państw narodowych, „Prace Komisji Wschodnioeuropejskiej” 9 (2004), s. 41–49.
- Historia Ukrainy. Ziemia i ludzie, przeł. Marek Król i Alicja Waligóra-Zblewska, Księgarnia Akademicka, Kraków 2017, ISBN 978-83-7638-455-9